# 南カリフォルニア建築大学

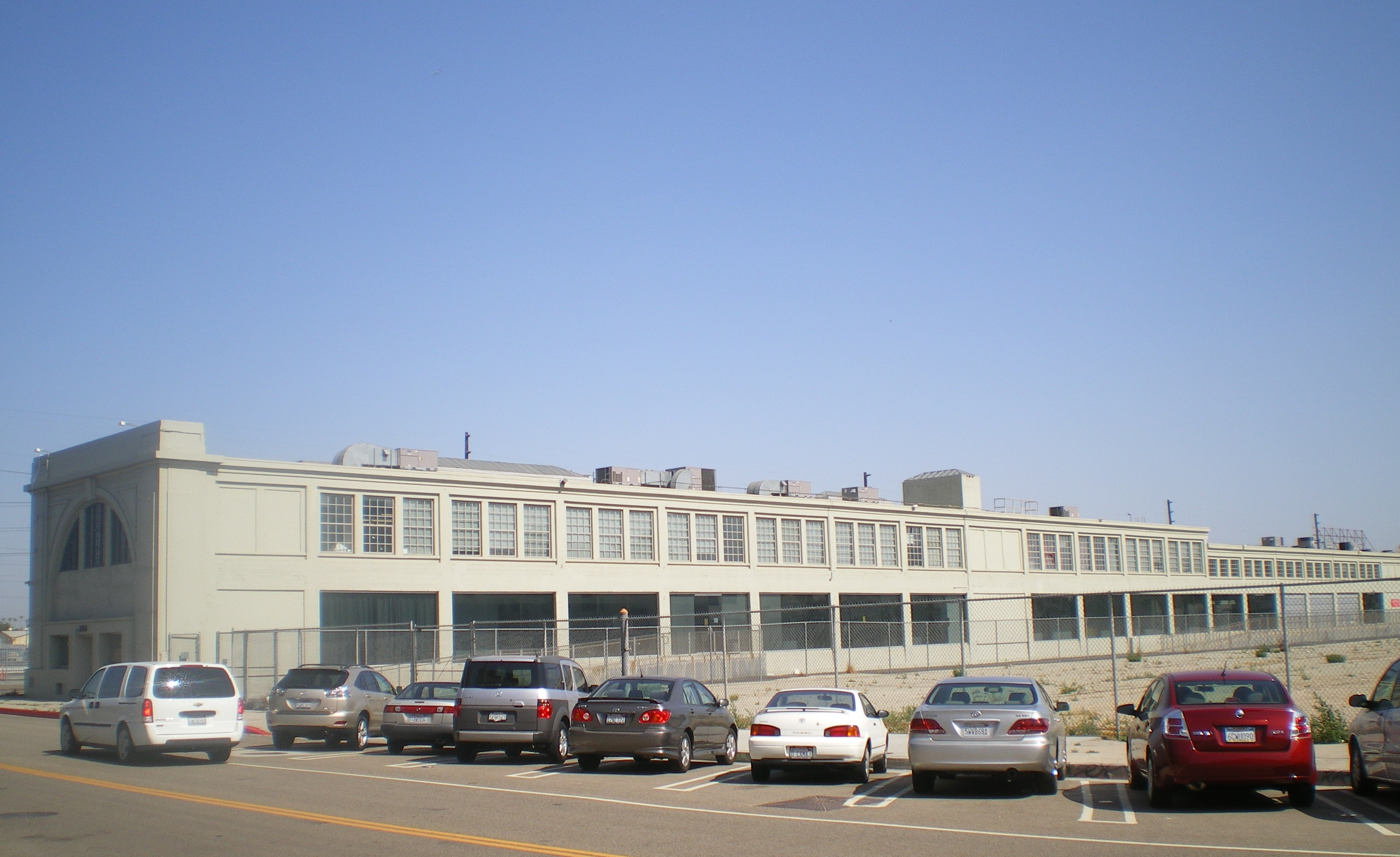
South Santa Fe Avenueキャンパス

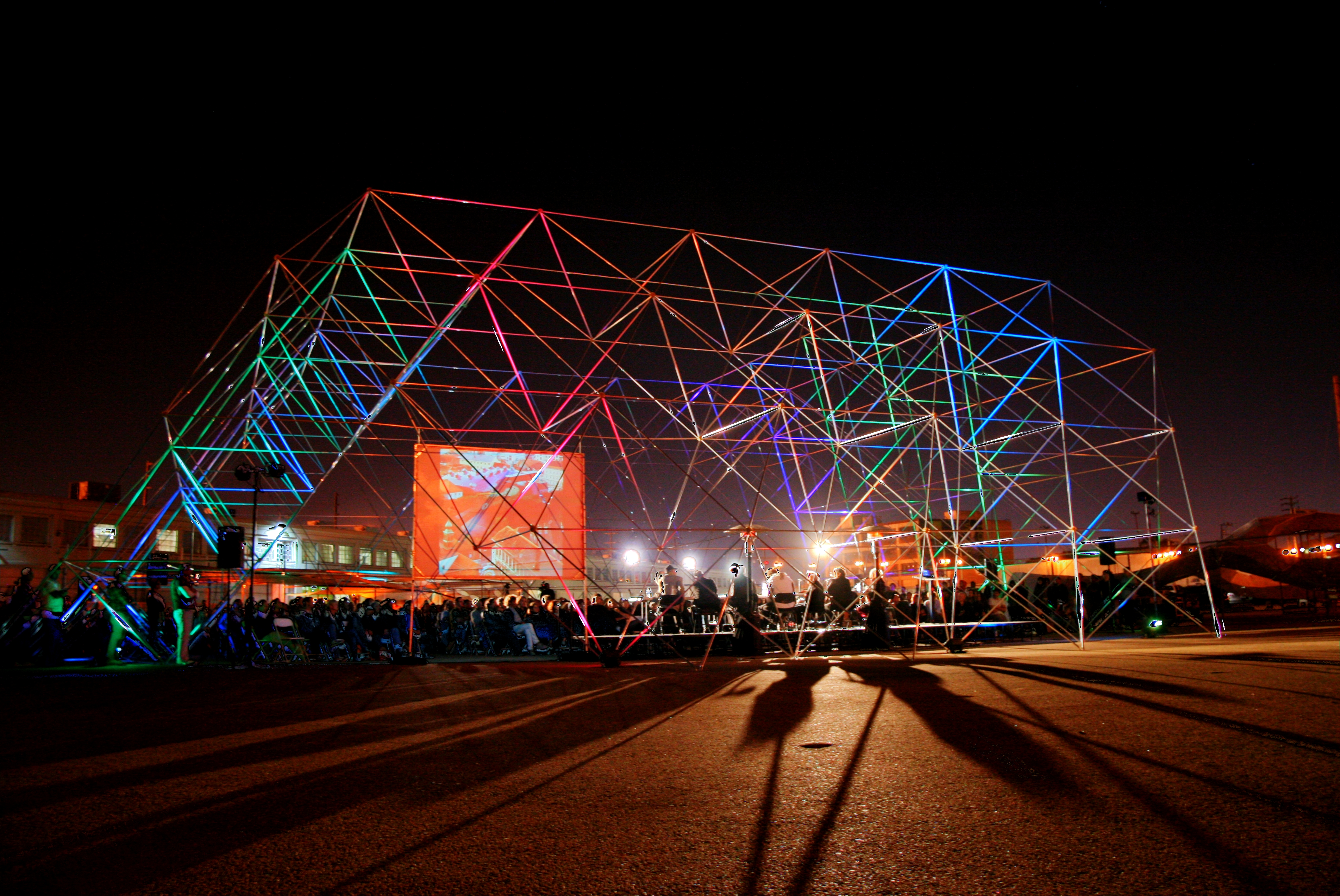
Pavillion

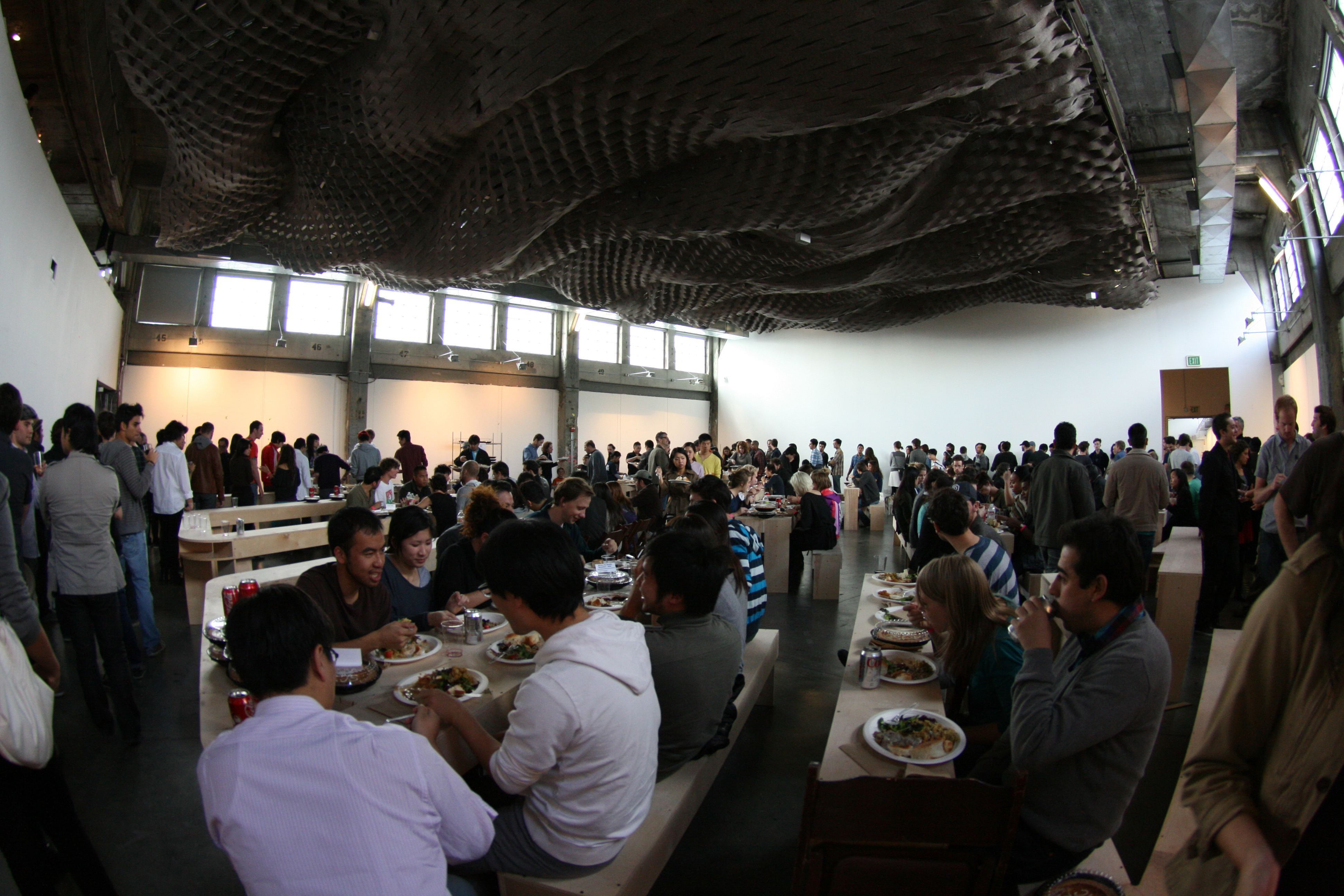
Thanksgiving at SCI-Arc

南カリフォルニア建築大学（みなみカリフォルニアけんちくだいがく Southern California Institute of Architecture、略称SCI-Arc/サイアーク）は、アメリカ第2の都市ロサンゼルス東部の芸術地区（Art District）に位置する全米では数少ない建築専門の私立大学である。キャンパスのユニークな貨物倉庫デザインから「建築実験室」の異名を持ち、モットーの「既存の建築の限界を再考し、イノベーションを追求していく」という最も先鋭的な建築デザイン専門校といわれる。スイスにもサテライトキャンパスを有し、多様性ある相互交流は、新たな建築のイノベーションを生み出すエネルギー源となっている。
DesignIntelligence全米ランキング2019 （建築学部門）で17位で、建築学においては同地域の南カリフォルニア大学(USC)を凌ぎ、全米TOP15前後となっている。

## 歴史
SCI-Arcは、1972年にロサンゼルス西部のサンタモニカに設立され、その後、2001年にキャンパスは現在のSouth Santa Fe Avenue沿いのユニークな貨物倉庫デザインの建物（約60,000平方フィート）に移転した（リトル・トーキョーに近い）。創設者らは従来の建築学校が提供する教育でなく、より実験的な先鋭的観点からアプローチするコンセプトを掲げ、現在のモットーにも反映されている。

## 学問
- 建築学
- 建築工学
- 都市デザイン学
- デザイン理論
- 統合ランドスケープ
- フィクション・エンターテイメント科学

学生数は約500名程度の少数精鋭で、より実験的かつ先鋭的な建築・デザイン専門教育がデザインスタジオ中心に行われている。

## 主な出身者
- David Randall Hertz
- Gordon Kipping
- Karen M'Closkey
- Wanda Dalla Costa
- Miguel Robles-Durán
- Abinadi Meza
- 坂茂
- 阿部仁史
- 矢作昌生
- 新井清一
- 渡邊詞男

## 日本の学生交流校
- 東京大学
- 東北大学
- 早稲田大学
- 日本大学
- 武蔵野美術大学
- 東京理科大学
- 法政大学
- 芝浦工業大学
- 大阪工業大学
- 京都精華大学